# Heptapterus stewarti
Heptapterus stewarti är en fiskart som beskrevs av Haseman, 1911. Heptapterus stewarti ingår i släktet Heptapterus och familjen Heptapteridae. Inga underarter finns listade i Catalogue of Life.